# Demonio de Maxwell
El demonio de Maxwell es el nombre de una criatura imaginaria ideada en 1867 por el físico escocés James Clerk Maxwell capaz de violar la segunda ley de la termodinámica. Forma parte de un experimento mental diseñado para ilustrar la validez de la segunda ley de la termodinámica. Esta ley prohíbe que entre dos cuerpos a diferente temperatura se pueda transmitir el calor del cuerpo frío al cuerpo caliente. La segunda ley también se expresa comúnmente afirmando: "En un sistema aislado la entropía nunca decrece". En la primera formulación, el demonio de Maxwell sería una criatura capaz de actuar a nivel molecular seleccionando y separando moléculas calientes y frías. El nombre "demonio" proviene aparentemente de un juego de naipes solitario conocido en Gran Bretaña en el que se debían separar cartas rojas y negras de modo análogo a moléculas calientes y frías. El demonio de Maxwell aparece referenciado también como paradoja de Maxwell y es uno de los pilares de la filosofía de la física térmica y estadística.

## Formulación del demonio de Maxwell

A la izquierda el recipiente con las moléculas aun mezcladas. A la derecha las moléculas ya ordenadas por el demonio de Maxwell.

Partimos inicialmente de la premisa de que el demonio es capaz de diferenciar entre moléculas de gas a diferente temperatura, y separarlas en función de dicho factor. Aprovechando este colaborador, podríamos construir una máquina térmica con un rendimiento del 100 %.
El diseño sería el siguiente: imaginemos una mezcla equimolar de dos gases "azul" y "rojo", ambos con diferente capacidad calorífica específica (con lo cual es de suponer que, a iguales condiciones, las moléculas de uno de los dos se muevan a mayor velocidad que las del otro); contenida en un recipiente ideal en el que existe una pared intermedia que separa el recipiente en dos mitades, A y B, constituyendo un émbolo cuya biela sale del recipiente, y dotada de una "puerta" controlada por el demonio.
Si, por ejemplo, el calor específico del gas "azul" es mayor que el del gas "rojo", el demonio se pondrá a trabajar, y en un lapso determinado habrá separado (por el simple método de abrir selectivamente la puerta a las moléculas más rápidas para que pasen al lado "rápido" y a las más lentas al "lento" del recipiente) los dos gases, violando la segunda ley de la termodinámica —ha habido disminución de la entropía del sistema—. 
El ciclo de la máquina se completa abriendo la puerta, y dejando que el gas "azul" vuelva a mezclarse con "rojo". O, si se utiliza un pistón, el movimiento espontáneo para tender de nuevo al estado de entropía máxima del sistema originará un cambio del volumen del lado en el que se encuentra el gas "rojo", provocando así el movimiento de la pared y con ella del émbolo, produciendo así un trabajo (se supone que entre la pared central unida al émbolo y el resto del recipiente no hay fricción).
La entropía puede disminuir, por ejemplo si se enfría un gas, no existen irreversibilidades, y por tanto la producción de entropía es nula. Además, el calor sería negativo pues el sistema lo pierde; por tanto recordando la formulación matemática de la Segunda Ley obtenemos que el incremento de entropía es negativo, con lo cual la entropía decrece.
George Gamow (1904-1968) físico prominente que formó parte del equipo que formuló la teoría del origen del universo conocida como "La Gran Explosión" (Big Bang) describe en forma magistral el concepto de entropía en el capítulo "El Demonio de Maxwell" de su libro El Breviario del Señor Tompkins.

### Posible resolución de la paradoja
Según Léon Brillouin la energía invertida en "capacidad de decisión" es la que se utiliza para separar ambos gases. En otras palabras, la segunda ley de la termodinámica no puede violarse por sistemas microscópicos con información.
Léon Brillouin, inspirado en el trabajo de Szilard enunció el teorema por el cual se relaciona la información con la entropía negativa. Enunciado sencillamente este teorema dice que toda medida, o adquisición de información, requiere un gasto energético.
Sin embargo también puede observarse que el cubículo donde se encuentra el demonio representa un sistema con un potencial cinético o de movimiento que se introduce al sistema de gases mediante el "trabajo" de abrir y cerrar la puerta, siendo posible la violación de la entropía siempre y cuando el demonio tenga energía para introducir al sistema.
Lo que aparenta ser un sistema térmicamente aislado es en realidad un sistema cinéticamente abierto, donde es posible transferir movimiento entre dos sistemas.
De esta forma no necesariamente es la información, dado que el demonio de todos modos, al estar aislado no la podría adquirir, sino la inyección de energía cinética lo que hace que sea posible una aparente violación de la entropía.

### Versiones "reales" del demonio de Maxwell
Pueden encontrarse versiones reales de demonios de Maxwell (con su capacidad de disminuir la entropía equilibrada por el aumento de esta en su construcción o interacción con el medio) prácticamente en la totalidad de los sistemas biológicos que son capaces de disminuir localmente la entropía pero a costa de gastar energía extraída de sus alimentos.
Un ejemplo utilizado con frecuencia es la acción de determinadas enzimas, proteínas capaces de catalizar reacciones químicas en los organismos vivos. Su capacidad de decisión, consistente en reconocer a sus materias primas y las acciones a desempeñar están codificadas (en términos de información) en la propia secuencia de aminoácidos de la proteína.
En el emergente campo de la nanotecnología también se estudian mecanismos capaces de disminuir localmente la entropía y de comportarse en cierta forma como un demonio de Maxwell. En todos los casos la segunda ley de la termodinámica se preserva si se tiene en cuenta la energía utilizada en la adquisición y utilización de la información.